# Národní pouť na Velehradě (1985)
Národní pouť na Velehradě v roce 1985 byla jednou z největších československých poutí a protikomunistických demonstrací během trvání komunistického režimu. Oslavy 1100. výročí úmrtí sv. Metoděje a udělení Zlaté růže velehradské bazilice proběhly v tradičním termínu 5. července za účasti 100-250 tisíc lidí, kteří vyhnali skandováním a pískotem z řečnické tribuny ministra kultury a hlasitě vyjádřili požadavek na náboženskou svobodu a povolení návštěvy papeže Jana Pavla II.

## Před poutí
Komunistický režim se připravované akce obával, neboť církev považoval za překážku totálního ovládání společnosti. Proto státní moc od počátku plánovala jednak omezit účast věřících obstrukcemi, jednak administrativně omezit průběh pouti a využít ji pro vlastní politické účely. Zásadní ránu její přípravě ovšem přinesl fakt, že přísně tajný dokument se seznamem opatření unikl na veřejnost a byl rozšířen samizdatem jak mezi věřícími, tak u tiskových agentur v zahraničí. Ministr Klusák sice v reakci na protest kardinála Tomáška pravost dokumentu popřel, nicméně konání státních orgánů prokazovalo poměrně přesvědčivě opak. Opatření státu sice byla z velké většiny i tak provedena, jejich výsledky zůstaly v mnoha aspektech hluboko za očekáváním.
Vláda odmítla povolit návštěvu papeže Jana Pavla II., který již v roce 1980 prohlásil Cyrila a Metoděje za spolupatrony Evropy, k 1100. výročí vydal encykliku Slavorum apostoli a vyjádřil touhu Československo navštívit. Vláda také neudělila víza vídeňskému arcibiskupovi a kardinálu Franzi Königovi.. Namísto nich povolila alespoň příjezd "druhého muže Vatikánu", státního sekretáře Casaroliho. Státní moc pronásledovala katolické aktivisty, kteří iniciovali petici za povolení papežovy návštěvy. Zakázala ovšem návštěvy dalších zahraničních biskupů. Pouti předcházelo rozsáhlé zatýkání a zastrašování katolických věřících.
Poměrně naivní bylo neinformování o pouti ve státem kontrolovaných Katolických novinách, přece jen svátek je určen pevně na 5. července a nejbližší víkend (so-ne 6.–7. července) nebylo těžké si odvodit.

## Průběh poutě

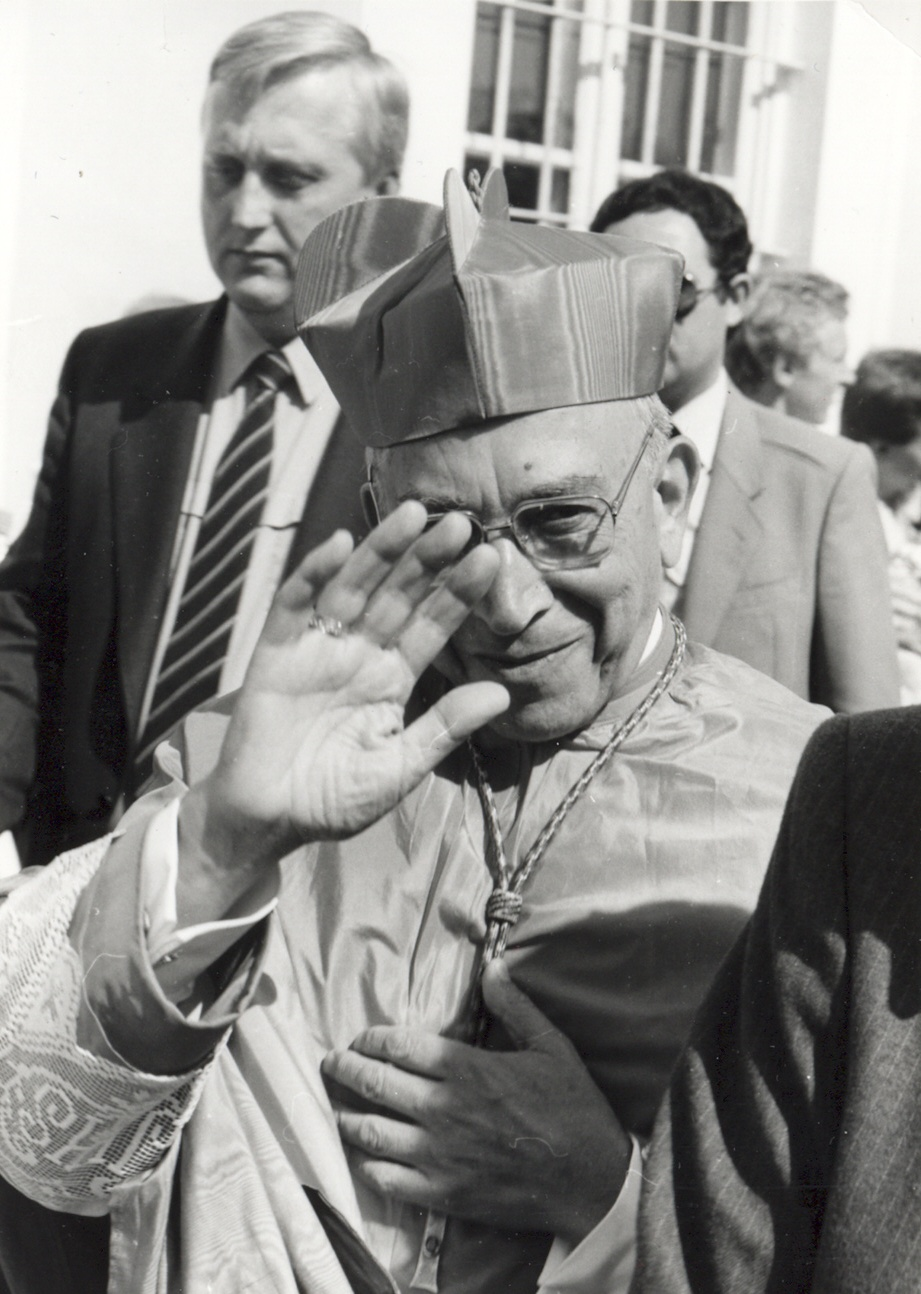
Kardinál státní sekretář Agostino Casaroli na Národní pouti na Velehradě.

Přes vše výše napsané se u příležitosti Národní poutě navzdory obstrukcím ze strany státních orgánů sjelo mnohem víc lidí, než bylo za komunistického režimu zvykem. Překvapivě vysokou účast lze vysvětlit jednak kulatým výročím smrti sv. Metoděje (1100 let), jednak tím, že se papež Jan Pavel II. rozhodl udělit velehradské bazilice Zlatou růži. Své zajisté sehrála i přítomnost kardinálů Tomáška a státního sekretáře Casaroliho. Někteří poutníci přišli též s tím, že hojná účast je odpověď na posměšky komunistů adresované kardinálu Tomáškovi, že je generál bez vojska, a mnoho z nich bylo rozhořčeno akcemi státních orgánů předcházejícími pouti. Věřící, poučeni z předchozích akcí, přitom prokázali velkou vynalézavost, kterak se vyhnout komplikacím v podobě šikanujících kontrol technického stavu vozidel, omezení rozsahu veřejné dopravy, jakož i faktu, že cestovní kanceláře všechny zájezdy na Velehrad den před odjezdem zrušily. Obrovská účast (odhaduje se na 100–200 tisíc věřících) bezpečnostní složky i komunistické představitele zjevně totálně zaskočila. Velké množství zejména mladých poutníků dorazilo již v sobotu 6. července a policejní síly je nedokázaly výzvami přimět k opuštění prostranství v okolí baziliky – setrvali tam až do nedělního začátku hlavní pouti. Policie se spokojila jen s perlustrací a fotografováním.
Nedělní slavnost přerostla v mohutný protest následkem neuvážených projevů komunistických politiků, předsedy ONV Lapčíka a ministra kultury Klusáka. Ti se mimo jiné pokusili celé shromáždění prohlásit za „mírovou demonstraci“, Cyrila a Metoděje označovali za první komunisty a důsledně vynechávali při řeči o nich přídomek svatý. Věřící to pobouřilo do té míry, že je začali hlasitým skandováním opravovat a vyzývali je, ať si jdou provádět politická školení někam jinam. Později pokračovali provoláváním hesel požadujících mimo jiné náboženskou svobodu a povolení návštěvy papeže. Předseda ONV svůj projev prostě i přes to přečetl (prakticky nic z něj ale nebylo slyšet), ministr svou snahu po přečtení úvodu oficiálního projevu vzdal. Nejprve vynechával kontroverzní pasáže a pak se dal s davem věřících do diskuse. Nicméně moc úspěšný nebyl a nakonec musel se vzteklým výrazem opustit tribunu, na kterou za jásotu věřících vystoupil kardinál Tomášek přečíst poselství od papeže (vlastní projev mu komunisté zakázali). Úspěšný byl i projev kardinála Casaroliho, jehož polovina byla přednesena v češtině a polovina ve slovenštině.
Ačkoliv na oslavách bylo přítomno značné množství agentů StB a příslušníků bezpečnostních složek a připravena byla i vodní děla, k zásahu nedošlo (podle řady účastníků poutě z toho prostého důvodu, že poutníků bylo příliš mnoho a pořádkové síly si na ně nevěřily). Na konci oslav se poutníci pokojně rozešli. Někteří lidé považují pouť na Velehradě roku 1985 za zlomový okamžik, v němž se režim začal hroutit.
Během pouti poutníci též zazpívali cyrilometodějskou poutní píseň Bože, cos ráčil i s její poslední „zakázanou slokou“ (o setrvávání ve víře navzdory nepřízni okolí), která musela být z příkazu komunistických orgánů vypuštěna z nových vydání kancionálů. Zmatek v okamžicích pění této sloky se stal nejspolehlivějším identifikátorem příslušníků StB přítomných mezi věřícími, neboť tito ji neznali a ve svých nových kancionálech ji nemohli najít (většina se ovšem i tak prozradila již dříve).

## Následky
Průběh velehradské pouti měl velký dopad jak na další pořádání poutí v Československu, tak i v řadě dalších aspektů. Obrovský propagandistický propadák i selhání StB a dalších bezpečnostních složek v prevenci velké účasti na pouti i manipulování s davem vedl státní orgány k vyvození obsáhlých závěrů a zavedení rozličných opatření. Byly zahájeny rozsáhlé represe jednak vůči věřícím podezřívaným z organizace celého podniku, jednak obecně proti poutím (ty však byly úspěšné pouze v českých zemích). Podle katolického disidenta Václava Bendy „několik křesťanů bylo uvězněno a obžalováno, bylo vykonáno mnoho domovních prohlídek, zabaveno asi deset cyklostylů a tisíce svazků náboženské literatury.“
I přes tyto represe však je tato pouť vnímána z hlediska církve veskrze pozitivně, jako jakýsi bod, kdy se státní moc začala lámat a církev zvedat a obrozovat. Pouť velmi zapůsobila na kardinála Casaroliho, kterého mimo to množství policistů, jejich chování a zejména chování komunistických představitelů ke kardinálu Tomáškovi přesvědčilo o tom, že církev je v Československu pod mnohem větším tlakem, než si myslel. Na druhou stranu tentýž vnímal to, co viděl při národní pouti, jakožto příslib do budoucna.